# Ian Proctor
Ian Douglas Ben Proctor (ur. 12 lipca 1918, zm. 23 lipca 1992 na wyspie Hayling) – brytyjski konstruktor jachtów sportowych i turystycznych, pisarz, znany jako Ian Proctor. Zaprojektował ponad 100 różnych łódek, których wybudowano około 65000 sztuk. Zastosowane przez niego aluminiowe maszty zrewolucjonizowały całe żeglarstwo.

## Dzieciństwo i edukacja
Proctor był synem Douglasa McIntyre Proctora i Mary Albiny Louise Proctor (z domu Tredwen). Uczył się w szkole Greshama w Holt w Norfolk. Po ukończeniu szkoły studiował na University of London.
W 1943 roku poślubił Elizabeth Anne Gifford Lywood, córkę zastępcy marszałka lotnictwa O. G. Lywooda, CB, CBE. Mieli trzech synów i córkę.
Ian Proctor nauczył się żaglować w szkole w Norfolk, a swoją pierwszą łódź klasy Sharpie zakupił w wieku 18 lat. Na 21. urodziny dostał od rodziców łódkę klasy National 12, w tym samym roku został wybrany na zastępcę wicekomandora swojego klubu żeglarskiego. Zaczął studiować medycynę na Uniwersytecie Londyńskim, ale zrezygnował z nauki, by dołączyć do rezerwy ochotniczej Royal Air Force.

## Kariera

### Początek
Od 1942 do 1946, w czasie II wojny światowej, Proctor służył jako oficer lotnictwa w ochotniczej rezerwie Royal Air Force i dowodził jednostką ratownictwa lotniczego i morskiego na Morzu Śródziemnym. W 1944 r. W Egipcie nabawił się choroby Heinego-Medina, która pozostawiła go ze sparaliżowanym prawym ramieniem i uszkodzonymi mięśniami klatki piersiowej.
Od 1947 do 1948 był dyrektorem zarządzającym w Yacht Co., potem w latach 1948-1950 pracował jako w Yachtsman Magazine.

### Konstruktor jachtów

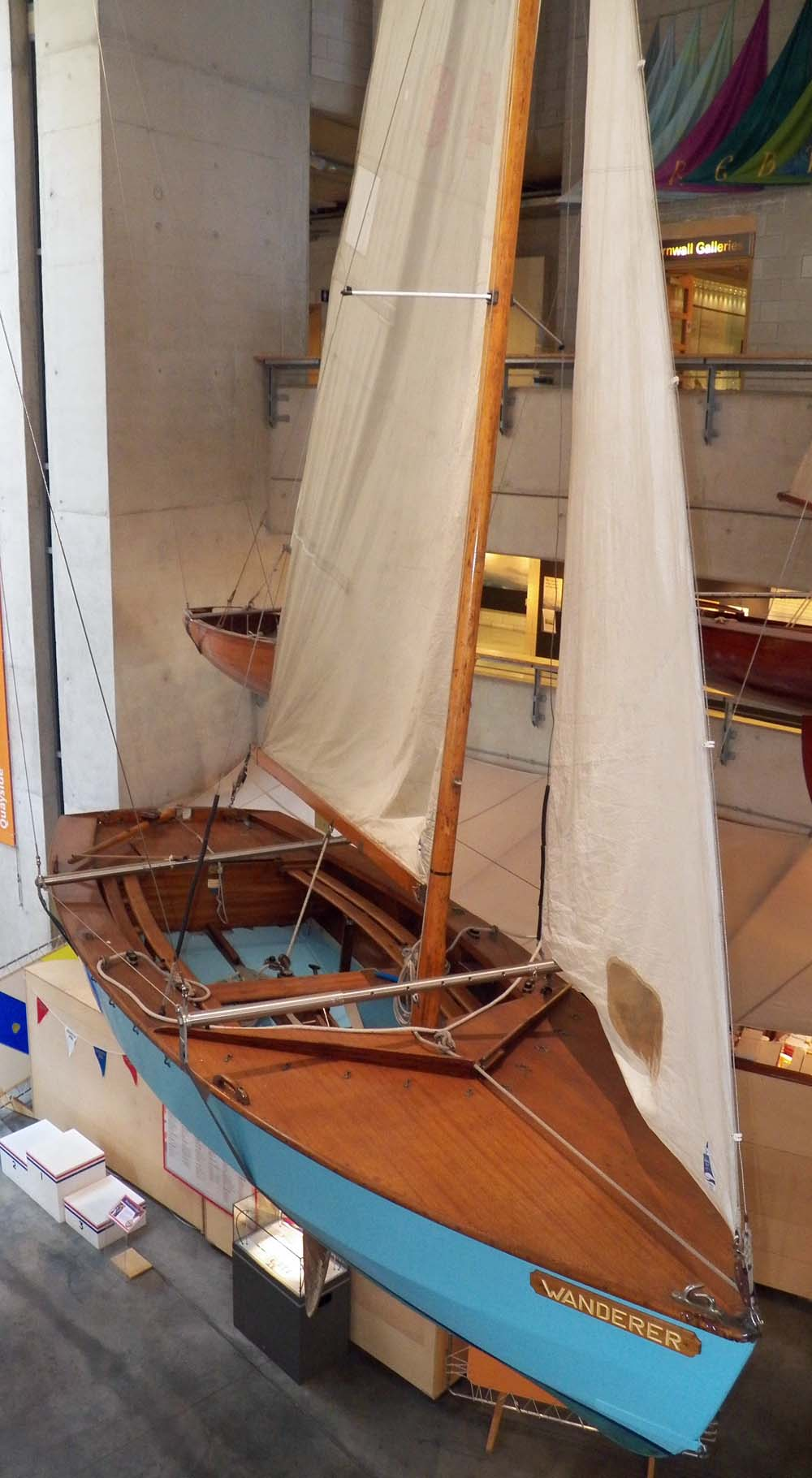
Wanderer – żagiel z numerem W48, łódka klasy Wayfarer, którą Frank Dye popłynął do Islandii i Norwegii. Teraz znajduje się w National Maritime Museum, Falmouth, Cornwall.

Proctor po raz pierwszy zaczął profesjonalnie projektować łódki w 1950 roku. Po łódce klasy National 12 pojawiła się Rocket Merlin. Wczesne projekty Proctora odniosły natychmiastowe sukcesy, wygrywając mistrzostwa od 1950 do 1952. Zaprojektowane przez niego maszty zrewolucjonizował żeglowanie łódkami sportowymi. 1958 roku zaprojektował Wayfarera, który wkrótce stał się hitem w szkołach żeglarskich i nadal ma cieszy się sporym poparciem, zarówno jako łódka regatowa, jak i turystyczna. Frank Dye przepłyną Wayfarerem z Wielkiej Brytanii do Norwegii i Islandii, a łódka na której to zrobił jest teraz na wystawie w Narodowym Muzeum Morskim, Falmouth.
Najbardziej znanym ze wszystkich projektów Iana Proctora jest Topper, którego wyprodukowano ponad 46 000 egzemplarzy. Była to pierwsza łódź żaglowa produkowana z formowanego wtryskowo tworzywa sztucznego, w systemie, który kosztował milion funtów i był największą pojedynczą formą w momencie wyprodukowanie. Pierwsze łodzie zostały jednak zbudowane z włókna szklanego. W Wielkiej Brytanii jest niezwykle popularną łódką regatową.
Chociaż Ian Proctor był lepiej znany ze swoich projektów dinghy i aluminiowych masztów, był również odpowiedzialny za projekt kilku jachtów turystycznych. Jego pierwszym projektem była łódka Seagull dla Bell Woodworking, a wkrótce potem Seewew. Później były Nimrod, Eclipse, Pirate i Prelude.

### Konstruktor masztów
W 1953 r. "Cirrus" Iana Proctora miał aluminiowy maszt. Proctor szybko zdał sobie sprawę z potencjału takich masztów, aw 1953 roku zaprojektował pierwszy całkowicie aluminiowy, pocieniany i pusty w środku maszt do żeglowania na łódkach sportowych. W 1955 roku założył firmę Ian Proctor Metal Masts Limited. Proctor Masts szybko stał się wiodącym producentem aluminiowych masztów dla wszystkich rodzajów jednostek pływających. W 1960 r. 13 różnych krajów korzystało z masztów Proctora podczas igrzysk olimpijskich, a w 1987 r. 12 łodzi startujących w Pucharze Ameryki było okute w maszty Proctora.
1997 roku firma Proctor Masts została przejęta przez grupę Sélden.

### Pisarz
Proctor pisał dość obszernie o żeglarstwie. Oprócz pracy jako redaktor w "Yachtsman Magazine", był on od 1950 do 1964 r. żeglarskim korespondentem "The Daily Telegraph".

### Książki
- Racing Dinghy Handling, 1948
- Racing Dinghy Maintenance, 1949
- Sailing: Wind and Current, 1950
- Boats for Sailing, 1968
- Sailing Strategy, 1977

### Skonstruowane łódki
| Model         | Długość              | Rok  | Uwagi |
| ------------- | -------------------- | ---- | --- |
| Adventuress   | 12,5 stopy (3,8 m)   |      | |
| Beaufort      | 16 stóp (4,9 m)      | 1965 | |
| Blue Peter    |                      |      | |
| Bosun         | 14 stóp (4,3 m)      | 1963 | |
| Gull          | 11 stóp (3,4 m)      | 1956 | |
| Leprechaun    |                      |      | Zbudowany przez Thomasa Thompsona z Carlow i przyjęty przez Blessington Sailing Club. (Zbudowano około 10 łódek.) |
| Marlin        | 14 stóp (4,3 m)      |      | |
| Merlin Rocket | 14 stóp (4,3 m)      |      | Klasa powstała w wyniku połączenia dwóch wcześniej oddzielnych klas. "Merlin" zaprojektowany w Jacka Holta oraz "Rocket" powstała w 1949 roku. Po debacie obie klasy połączyły się w kwietniu 1951 r. tworząc "Merlin Rocket Class". |
| Minisail      | 13 stóp (4,0 m)      | 1959 | |
| Eclipse       |                      |      | Na zamówienie Newbridge Yachts. |
| National 18   |                      | 1968 | |
| Nimrod        |                      |      | Na zamówienie Westerly. |
| Pirate        |                      |      | Na zamówienie Rydgeway Marine. |
| Prelude       |                      |      | Na zamówienie Rydgeway Marine. |
| Seagull       | 18,5 stopy (5,6 m)   | 1992 | Na zamówienie Bell Woodworking. |
| Seamew        | 18,5 stopy (5,6 m)   | 1992 | Na zamówienie Bell Woodworking. |
| SigneT        |                      |      | |
| Tempest       | 21,9 stopy (6,7 m)   | 1965 | |
| Topper        | 11 stóp (3,4 m)      | 1977 | |
| Wanderer      | 14 stóp (4,3 m)      |      | |
| Wayfarer      | 15,84 stopy (4,83 m) | 1957 | |
| Osprey        |                      |      | Osprey jest monotypową klasą i mimo kosmetycznych ulepszeń, które pojawiły się od momentu powstania projektu, starsze łodzie mogą nadal (i często robią) konkurować na najwyższym poziomie.                                          |
| Kestrel       | 15,6 stopy (4,8 m)   | 1955 | Pierwsza sportowa łódka zaprojektowana od początku do budowy z włókna szklanego. |

## Nagrody i wyróżnienia
- Royal Designer for Industry[19]
- Fellow of the Royal Society of Arts[19]
- Yachtsman of the Year, 1965.[2] Wyjątkowo nagrodzony jako projektant, nie żeglarz.
- Council of Industrial Design Award, 1967[2]
- Design Council Awards, 1977, 1980[2]